# 1966年B-52同溫層堡壘轟炸機空難
1966年B-52同溫層堡壘轟炸機空難是指1966年2月17日美國空軍B-52同溫層堡壘轟炸機與波音KC-135空中加油機在西班牙帕洛馬雷斯附近上空9450公尺相撞，B-52撘載的4枚B28氫彈2枚沉入海底、2枚随降落伞坠落到帕洛马勒斯的村庄农田处。之后美国空军将全部氢弹和受核污染的泥土全部回收。
B-52同溫層堡壘轟炸機成員有3人身亡，波音KC-135空中加油機則有4人喪生。

## 資料
- John Howard, "Palomares Bajo"（页面存档备份，存于）, Southern Spaces, 23 August 2011.
- n-tv:（页面存档备份，存于） Atomkatastrophe von 1966 – USA und Spanien entseuchen.
- Oral history of Willard Franklyn Searle, Jr recounting the recovery project.